# Kamila Stösslová
Kamila Stösslová (nom de naixement Kamila Neumannová) (Putim, 1891 - Písek, 1935) va ser la musa inspiradora del compositor Leoš Janáček.
Es van conèixer el 1917 en el balneari de Luhačovice, el músic es va enamorar malgrat ser trenta-cinc anys més gran i estar tots dos casats. Kamila Stösslová estava casada amb David Stössel amb qui va tenir dos fills, Rudolf (1913) i Otto (1916).
Janáček es va inspirar en ella per a les seves òperes Kàtia Kabànova, La guineueta astuta i el personatge d'Emilia Marty a El cas Makropoulos i altres obres com el quartet per a corda Cartes íntimes. La seva correspondència va deixar més de 700 cartes com a llegat.